# Менадіон
Менадіон (вітамін К3, 2-метил-1,4-нафтохінон) — поліциклічний ароматичний кетон, основою якого є 1,4-нафтохінон. Є провітаміном вітаміну К2.

## Отримання
З кам'яновугільної смоли виділяють 2-метилнафталін й окиснюють. Також отримується з реакції дієнового синтезу з таких субстратів, як 2-метилфенол й 2-метиланілін. Також отримується шляхом окиснення адукту реакції Дільса-Адлера (між 1,3-бутадієном й 1,4-толуолхініном) у середовищі кисню за температури 150 °C.
Він погано розчинний у воді, тому

## Біологічна роль
Синтетичне водорозчинне похідне хінонів — вітамін К3 є субстратом DT-діафорази й має властивість шунтувати вільним окисненням початковий та середній сегменти дихального ланцюга. Активація вітаміном К3, або вікасолом дихання, блокованого ротеноном й атиміцином, спряжена із електрон-транспортною функцією на цитохромній ділянці й генерацією {\displaystyle \Delta \mu H} (Mokhova et al., 1977). Дослідження енерготропних властивостей вітаміну К показало, що у тканинах, у яких переважає НАД-залежний шлях окиснення (мозок, міокард щурів), вітамін К3 має виражену антигіпоксичну дію.